# 実りゆく
『実りゆく』（みのりゆく）は、八木順一朗監督による2020年の日本映画。2020年10月9日公開。

## 概要
主演はお笑いコンビ・まんじゅう大帝国の竹内一希。監督の八木はまんじゅう大帝国が所属するタイタンのマネージャーである。
2018年に八木が製作した映像作品『実りゆく長野』がオフィスクレッシェンド主催の「第3回 MI-CAN 未完成映画予告編大賞」に出品され、作品が「堤幸彦賞」を、主演の竹内が「MI-CAN男優賞」を受賞。本編製作を望む声が多数寄せられたことを受け、タイタン社長の太田光代により製作が決定した。
主人公のモデルとなっているのはタイタン所属のお笑い芸人・松尾アトム前派出所で、本作では出演はしなかったものの、裏方として製作をサポートした。また、松尾の妻の中野聡子（日本エレキテル連合）が本作に出演している。

## あらすじ
長野県下伊那郡松川町のリンゴ農家の長男である実は、父のリンゴ農園を手伝う一方で、お笑い芸人を目指し、週末は東京に出てお笑いライブに出演する日々を送っていた。そんな実に、リンゴ農家を選ぶか、お笑い芸人を選ぶかの選択が迫られる。

## キャスト
- 松尾実：竹内一希（まんじゅう大帝国） - お笑い芸人を目指すリンゴ農家の長男。
- 実の父：田中要次[7]
- エーマ：田中永真（まんじゅう大帝国） - 実の相方[6][7]
- 橋本小雪（日本エレキテル連合）[7]
- 鉢嶺杏奈[7]
- 島田秀平 - 本人役[7]
- 小野真弓[7]
- 三浦貴大[7]
- 爆笑問題（太田光・田中裕二） - 本人役（特別出演）。太田は題字も担当[7][8]。
- スナックのママ：中野聡子（日本エレキテル連合）[6]
- 山本學

## スタッフ
- 監督・脚本：八木順一朗
- エグゼクティブプロデューサー：太田光代
- プロデューサー：佐藤満
- ラインプロデューサー：今関直哉
- 音楽：榊原大
- 監督補：山口義高
- 撮影：伊丸岡剛
- 照明：藤井聡史
- 録音：齋藤泰陽
- 助監督：山下久義
- 美術：遠藤雄一郎
- ヘアメイク：中田愛美
- スタイリスト：高田彰久
- 松川町コーディネーター：松尾寿司
- 主題歌：GLIM SPANKY「By Myself Again」（ユニバーサルミュージック・ジャパン）[9]
- 題字：太田光（爆笑問題）
- 制作プロダクション：geek sight
- 配給：彩プロ
- 製作：「実りゆく」製作委員会